# 39e division de cavalerie
Pour les articles homonymes, voir 39e division.
La 39e division de cavalerie (en russe : 39-я кавалерийская дивизия), numéro d'unité militaire 21183, est une unité de l'armée rouge pendant la Seconde Guerre mondiale. Créée en juillet 1941 sous le nom de 39e division de cavalerie de montagne (en russe : 39-я горнокавалерийская дивизия), elle participe fin août - début septembre 1941 à l'invasion anglo-soviétique de l'Iran. Elle est transformée en division de cavalerie en juin 1943. En 1946, elle est renommée 6e division de cavalerie indépendante (en russe : 6-я отдельная кавалерийская дивизия) et dissoute en 1954.

## Historique
La division est formée dans le district militaire d'Asie centrale (en) par ordre du Comité d'État à la Défense daté du 5 juillet 1941.
Elle est classée comme unité combattante du 27 août 1941 au 5 septembre 1941 car elle est engagée dans l'offensive anglo-soviétique en Iran puis reste en garnison dans ce pays.
Elle est réorganisée selon le tableau d'effectifs et de dotation (chtat) d'une division de cavalerie standard. En juin 1945, la division est rattachée au 15e corps de cavalerie de la 4e armée du front transcaucasien.
En septembre 1946, le 15e corps de cavalerie est dissous et la division quitte l'Iran et rejoint le district militaire du Turkestan (en). Vers 1947, elle est renommée 6e division de cavalerie indépendante, en garnison à Alma-Ata. La division est alors constituée des 13e, 14e et 15e régiments de cavalerie et du 121e régiment de chars. Elle est dissoute en mai 1954.